# 206-os busz (Budapest, 2008–2013)
A budapesti 206-os jelzésű autóbusz a Nyugati pályaudvar és a Óbuda, Bogdáni út között közlekedett. A vonalat a Budapesti Közlekedési Zrt. üzemeltette. A járműveket az Óbudai autóbuszgarázs állította ki.
Munkanapokon este, valamint hétvégén és ünnepnapokon egész nap a 9-es járattal összevonva, 109-es jelzéssel közlekedett Óbuda, Bogdáni út és a Kőbánya alsó vasútállomás között.

## Története
A 2008-as paraméterkönyv bevezetésének jelentős szempontja volt az azonos viszonylatszámok megszüntetése, ezért a 6-os busz a 6-os villamossal való számütközés miatt szeptember 6-án a 206-os jelzést kapta, valamint munkanapokon 19 órától és hétvégén, illetve ünnepnapokon egész nap a 9-es járattal összevonva 109-es jelzéssel közlekedett.
2013. május 1-jétől a 109-es 9-es jelzéssel egész nap közlekedik, emiatt a 206-os busz megszűnt.

## Útvonala
| Óbuda, Bogdáni út felé | Nyugati pályaudvar felé |
| --- | --- |
| Nyugati pályaudvar M vá. – Szent István körút – Margit híd – Árpád fejedelem útja – Zsigmond tér – Lajos utca – Pacsirtamező utca – Flórián tér – Szentendrei út – Bogdáni út – Óbuda, Bogdáni út vá. | Óbuda, Bogdáni út vá. – Bogdáni út – Szentendrei út – Flórián tér – Pacsirtamező utca – Lajos utca – Zsigmond tér – Árpád fejedelem útja – Bem rakpart – Gyóni Géza tér – Margit híd – Szent István körút – Nyugati pályaudvar M vá. |

## Megállóhelyei
| 0  | Nyugati pályaudvar M végállomás         | 22 | 26, 91, 191, 291 72, 73 4, 6 Budapest-Nyugati                                    |
| 2  | Jászai Mari tér                         | 20 | 26, 91, 191, 291 75, 76 2, 4, 6                                                  |
| 6  | Margit híd, budai hídfő H               | 17 | 26, 86, 91, 160, 191, 260, 291 4, 6, 17                                          |
| 8  | Császár-Komjádi uszoda                  | 15 | 86, 160, 260                                                                     |
| 10 | Zsigmond tér                            | 13 | 86, 160, 260 17                                                                  |
| 11 | Kolosy tér                              | 11 | 29, 65, 86, 111, 160, 165, 260 17                                                |
| 12 | Nagyszombat utca (↓) Galagonya utca (↑) | 9  | 29, 86, 160, 260                                                                 |
| 14 | Tímár utca                              | 7  | 29, 86, 160, 260                                                                 |
| 16 | Kiscelli utca                           | 5  | 29, 86                                                                           |
| 18 | Flórián tér                             | 4  | 29, 34, 86, 106, 118, 134, 137, 218, 237 1, 1A 800, 801, 805, 810, 820, 832, 840 |
| 19 | Raktár utca                             | 3  | 34, 86, 106, 118, 134                                                            |
| ∫  | Bogdáni út                              | 1  | 34, 86, 106, 118, 134                                                            |
| 21 | Óbuda, Bogdáni út végállomás            | 0  | 34, 86, 106, 118, 134                                                            |